# Calle de Andrés Borrego
La calle de Andrés Borrego es una vía urbana de la ciudad española de Madrid, que ubicada en el distrito Centro, comienza en calle de la Luna y finaliza en la del Pez.
La calle, que había recibido anteriormente el nombre de Panaderos por haber estado radicado en ella un gremio panero (así aparece en el Plano de Teixeira), se decidió que fuera renombrada con su nombre actual en memoria del periodista Andrés Borrego en sesión de 6 de abril de 1895 del Ayuntamiento de Madrid.
El código postal de esta calle es 28004.